# Membri di Fairy Tail
Fairy Tail (フェアリーテイル?, Fearī Teiru) è una gilda di maghi, appartenenti all'universo narrativo dell'omonima serie manga e anime di Hiro Mashima. Essa appartiene alle gilde ufficialmente riconosciute dal Concilio della magia e gestisce gli incarichi e i lavori presentati da tutti coloro che ne richiedono i servigi. Tutti i membri hanno imparato però a considerarsi una grande famiglia allargata, nella quale la fiducia e la solidarietà tra compagni sono i valori più importanti. I maghi possono agire da soli o in squadre, che a loro volta possono essere di tipo temporanee o fisse.

## Protagonisti

### Natsu Dragonil
Natsu Dragonil (ナツ・ドラグニル?, Natsu Doraguniru) è il protagonista maschile della serie. In tenera età è stato cresciuto dal drago Igneel per diventare un dragon slayer (滅竜魔導士, ドラゴンスレイヤー?, doragon sureiyā), un mago con tratti fisionomici simili a quelli di un drago e i cui poteri sono designati a combatterli. Usando la propria magia del dragon slayer del fuoco (火の滅竜魔法?, Hi no metsurū mahō), Natsu è immune alle fiamme, essendo capace di mangiarle per ricaricarsi e per potenziare i propri attacchi, che includono proprio sputare fiamme e infiammare una parte del suo corpo per colpire gli avversari. Natsu soffre di chinetosi quando si trova a bordo di un mezzo di trasporto o simili. In seguito alla scomparsa di Igneel il 7 luglio X777, Natsu si mette alla ricerca del suo drago custode, ritrovandosi così a far parte di Fairy Tail, dove diventerà uno dei membri più forti e distruttivi, ottenendo anche il soprannome di "Salamander" (火竜, サラマンダー?, Saramandā). In seguito, verrà rivelato che Natsu è in realtà un demone conosciuto come "Eterias Natsu Dragonil" (E.N.D.) e che fu inviato nel presente da 400 anni indietro nel tempo da suo fratello, Zeref Dragonil, come parte di una più grande cospirazione per uccidere sia Zeref sia il drago nero malvagio Acnologia.
È doppiato da Tetsuya Kakihara (giapponese) e Manuel Meli (italiano).

### Lucy Heartphilia
Lucy Heartphilia (ルーシィ・ハートフィリア?, Rūshii Hātofiria) è la protagonista femminile della serie. È un'adolescente novellina della ricca famiglia Heartphilia che intraprende un viaggio per riuscire ad entrare a far parte di Fairy Tail, gilda di cui ha sempre sognato di far parte. Riesce nel suo intento grazie all'inaspettato incontro con Natsu Dragonil, che la salva dal mago disonesto Bora, il quale si fingeva membro di Fairy Tail sotto il falso nome di Salamander per attrarre belle ragazze e renderle schiave. Entrata nella gilda, prende sempre parte a missioni pagate insieme a Natsu e Happy per cercare fondi necessari a pagare l'affitto per il suo appartamento a Magnolia, salvo poi esasperarsi per il fatto che i suoi compagni di squadra riducono la quantità di ricompensa loro spettante per aver inavvertitamente distrutto degli edifici storici. Aspira anche a diventare una nota scrittrice e alla fine della serie riesce a pubblicare il proprio romanzo di debutto, basandosi sulle proprie esperienze vissute insieme ai suoi compagni di avventure della gilda. Come maga degli spiriti stellari (星霊魔導士?, seirei madōshi), utilizza le proprie chiavi magiche per richiamare gli spiriti stellari con cui ha stretto contratto; nel corso della sua avventura riesce ad ottenere un totale di dieci su dodici chiavi d'oro, con le quali può richiamare potenti spiriti associati alle costellazioni dello zodiaco. Combatte spesso al fianco dei propri spiriti con una frusta e in seguito acquisisce l'abilità speciale Star Dresses (星霊衣, スタードレス?, Sutā Doresu), con la quale può indossare abiti magici che le donano direttamente i poteri degli spiriti zodiacali.
È doppiata da Aya Hirano (giapponese) e Chiara Oliviero (italiano).

### Happy
Happy (ハッピー?, Happī) è un gatto blu antropomorfo che accompagna Natsu Dragonil come suo miglior amico in ogni sua missione. Usando un'abilità magica chiamata Aera (翼, エーラ?, Ēra), Happy può diventare un gatto alato e volare a grande velocità. Sfrutta questa forma per portare in volo con sé Natsu ed è l'unico caso in cui il dragon slayer non soffre di chinetosi mentre viene trasportato. Prima dell'inizio della serie, Happy viene covato da un uovo trovato da Natsu e Lisana Strauss, che lo chiamano "Happy" dato che la sua nascita ha portato una ventata di felicità nella gilda, dopo quella che stava per diventare un'accesa discussione per la scelta del suo nome. Più avanti nella serie, Happy scopre di essere un Exceed originario di Edolas, dove è stato separato dai propri genitori Lucky (ラッキー?, Rakkī) e Marl (マール?, Māru) prima di uscire dal proprio uovo come parte del piano della loro regina per evacuare 100 piccoli Exceed e spedirli su Earthland prima che il loro regno venisse distrutto.
È doppiato da Rie Kugimiya (giapponese) e Monica Bertolotti (italiano).

### Gray Fullbuster
Gray Fullbuster (グレイ・フルバスター?, Gurei Furubasutā) è un mago del ghiaccio, fiero rivale di Natsu a causa delle loro personalità e degli elementi magici controllati opposti tra loro. Rimasto orfano dopo un attacco del demone Eterias Deliora (デリオラ?, Deriora) all'età di otto anni, Gray viene cresciuto e addestrato da Ur ad usare la magia Ice Make (氷の造形魔法?, Aisu Meiku), che gli consente di produrre istantaneamente ghiaccio sotto forma di arma o di un oggetto da lui immaginato; durante il suo allenamento per resistere alle fredde temperature, acquisisce l'abitudine di spogliarsi inconsciamente, fatto che Mashima ha tratto dalla propria abitudine analoga che aveva da giovane. Entra a far parte di Fairy Tail dopo che Ur sacrifica la propria vita per salvare quella del giovane mentre è intento a tentare di uccidere in maniera sconsiderata Deliora. Diverso tempo dopo nella serie, Gray eredita la magia da Demon Slayer del ghiaccio (氷の滅悪魔法?, Kōri no Metsuaku Mahō) da suo padre tornato in vita, Silver, divenendo un demon slayer (滅悪魔導士?, debiru sureiyā, lett. "uccisore del demone") per portare avanti la sua volontà di distruggere E.N.D. L'influenza malvagia dei poteri demoniaci costringe Gray a scontrarsi irrazionalmente contro Natsu dopo aver scoperto la sua identità come E.N.D., ma in seguito usa i propri poteri per aiutare Natsu a liberarsi della sua identità come Eterias per permettergli di vivere normalmente come umano.
È doppiato da Yūichi Nakamura (giapponese) e Daniele Raffaeli (italiano).

### Elsa Scarlett
Elsa Scarlett (エルザ・スカーレット?, Eruza Sukāretto) è una spadaccina e maga di classe S di Fairy Tail, soprannominata "Titania" (妖精女王?, Titānia) per la sua notorietà in qualità di membro femminile più forte della gilda, in riferimento alla Regina delle Fate di Sogno di una notte di mezza estate. Utilizza una magia chiamata "Cambio-Stock" (換装?, kansō) della tipologia "The Knight" (騎士?, Za Naito), che le consente di cambiarsi istantaneamente e ri-equipaggiarsi con varie armature e armi che modificano la sua già tremendamente alta forza e abilità magica Abbandonata durante la propria infanzia da sua madre, Irene Belserion, Elsa viene catturata e resa schiava presso la Torre del Paradiso all'età di undici anni e stringe amicizia con Gerard Fernandez, che le dona il cognome "Scarlett" ispirandosi ai suoi capelli rossi. Attiva per la prima volta il proprio potere magico alla guida di una rivolta degli schiavi, salvo però esser tradita da Gerard cui gli hanno fatto il lavaggio del cervello e venir costretta a fuggire dalla torre da sola. Le sue esperienze la portano a entrare a far parte di Fairy Tail e diventare una seria ma compassionevole disciplinatrice, ricoprendo poi in seguito il ruolo di settima master durante l'assenza di Makarov Dreyar quando la gilda viene riformata dopo un anno dal disfacimento di Tartaros. Nel corso delle vicende narrate in Fairy Tail, Elsa ha modo di rafforzare i legami con i propri amici durante le loro avventure, rendendolo uno dei suoi maggiori punti di forza.
Per il suo nome Mashima ha tratto ispirazione dal personaggio di Eru, apparso nel manga autoconclusivo Fairy Tale, che costituisce un episodio pilota per Fairy Tail Mashima l'ha ideata in un primo momento per farla piangere da un solo occhio a causa di un difetto presente nel suo occhio artificiale, ma in seguito ha abbandonato questo aspetto disegnando delle scene in cui Elsa piange da entrambi gli occhi. Ha anche rivelato di dimenticarsi spesso che la sua armatura può cambiare aspetto e ciò lo porta a disegnare trasformazioni diverse ogni volta che appare.
È doppiata da Sayaka Ōhara (giapponese) e Eleonora Reti (italiano).

### Wendy Marvel
Giovanissima maga della gilda Cat Shelter, è la Dragon Slayer Celeste. Il suo potere consiste nella Sky Magic ovvero l'Healing Magic, una magia perduta che permette di curare avvelenamenti e ferite di ogni genere. La sua magia si basa sull'aria infatti se l'aria è pulita i suoi poteri sono più potenti, quando l'aria è inquinata la sua magia è del tutto inefficace. Appare per la prima volta in occasione della battaglia contro Oracion Seis, alla quale viene convocata come membro di Cat Shelter. Wendy è anche in grado di utilizzare le magie del drago come il soffio del drago celeste (anche se apparentemente non possiede ancora l'abilità di Natsu e Gajil nel padroneggiarle). Come Natsu e Gajil, sette anni fa ha perso le tracce del suo drago mentore, Grandine. Sembra essere l'unica Dragon Slayer rimasta a non soffrire di cinetosi, ma ciò è dovuto alla sua giovane età e, di conseguenza, ai suoi poteri che sono ancora poco sviluppati rispetto al suo potenziale.
È doppiata da Satomi Satō (giapponese) e Joy Saltarelli (italiano ep. 52-226) e Emma Grasso (italiano ep. 227-328).

### Charle
Charle (シャルル?, Sharuru) è una Exceed dal pelo bianco sempre al fianco di Wendy Marvel, della quale si prende cura; il suo nome è traslitterabile anche come "Charles" e per questa ragione nelle nazioni in cui i lettori avrebbero potuto interpretare il suo nome come maschile si è adottato il più femminile "Carla". Prima dell'inizio della serie, è stata mandata su Earthland quand'era ancora in un uovo insieme ad Happy e ad altri 98 Exceed come da decisione presa da sua madre, la regina Shagotte, che ha avuto una premonizione in cui il loro regno sarebbe stato distrutto; per prevenire il panico, la regina finge che l'evacuazione sia una missione il cui obiettivo sia quello di uccidere i dragon slayer. Charle è nata con un potere inconscio che le consente di vedere il futuro, ereditato da sua madre e che causa una falsa interpretazione della finta missione come reale; nonostante ciò, Charle decide di proteggere Wendy. Sebbene sia alquanto infastidita dall'atteggiamento tenuto da Happy durante le varie missioni, Charle lo riconsidera dopo che lui si ribella agli ordini degli Exceed. Alla fine, dopo essersi resa conto di possedere abilità di preveggenza, Charle decide di far pratica per controllare le proprie visioni e durante l'anno di permanenza nella gilda Lamia Scale insieme a Wendy, riesce ad assumere una forma umanoide per poter affinare ulteriormente i propri poteri.
È doppiata da Yui Horie (giapponese) e Maura Cenciarelli (italiano).

## Master della gilda

Copertina di Fairy Tail Zero, con raffigurati dal sinistra in alto Purehito Gaebolg, Zera, Yuri Dreyar, Mavis Vermillion e Warrod Sequen

### Mavis Vermillion
Mavis Vermillion (メイビス・ヴァーミリオン?, Meibisu Vāmirion) è la fondatrice e prima master di Fairy Tail, soprannominata la "Fata stratega" (妖精軍師?, Yōsei gunshi) date le sue capacità prodigiose nel pianificare tattiche d'attacco e per le sue enormi abilità illusorie e militari. Mavis è anche a conoscenza delle tre grandi magie delle fate (妖精三大魔法?, Yōsei san dai mahō), una terna di incantesimi che può essere utilizzata soltanto dai membri della sua gilda; oltre a Fairy Law, questo insieme di magie include Fairy Glitter (妖精の輝き, フェアリーグリッター?, Fearī Gurittā), un attacco che può sradicare qualsiasi nemico, e Fairy Sphere (妖精の球, フェアリースフィア?, Fearī Sufia), un impenetrabile campo di forza che sospende il tempo per coloro che sono al suo interno. In seguito, rivela di possedere la stessa maledizione che rende immortali e capaci di rubare la vita di coloro che si amano posseduta dall'antagonista della serie, Zeref Dragonil, suo passato amico e amante, ma con in aggiunta un vero e proprio arresto della crescita fisica esteriore, il che la rende per sempre una ragazzina di tredici anni, essendo questa l'età in cui ne è rimasta colpita, ma mantiene inalterata la propria fisionomia interiore come donna adulta nel corso della sua vita.
Cresciuta sull'isola Tenro da un rigido master di gilda che la priva delle sue scarpe, Mavis sviluppa l'abitudine di camminare scalza. All'età di tredici anni, incontra un gruppo di cacciatori di tesori che in seguito diventano i suoi co-fondatori di Fairy Tail. Mentre li accompagna in un viaggio per recuperare un artefatto rubato, Mavis stringe amicizia con uno Zeref vagabondo, il quale le insegna un prototipo proibito di Fairy Law che innesca la sua maledizione nel momento in cui la esegue per salvare la vita dei propri amici. Undici anni dopo, Mavis continua a nutrire empatia nei confronti di Zeref e s'innamora di lui, attivando così involontariamente la maledizione di Zeref che la condanna ad uno stato simile alla morte, dopo un breve periodo d'intimità che porta al concepimento di un figlio, August. Il suo corpo è conservato in un cristallo lacrima custodito nei sotterranei della sede di Fairy Tail, dove produce una fonte di magia senza limiti conosciuta come Fairy Heart (妖精の心臓, フェアリーハート?, Fearī Hāto), nota con il nome in codice Lumen Histoire (ルーメン・イストワール?, Rūmen Isutowāru), mentre Purehito Gaebolg ha costruito una falsa tomba sull'isola Tenro per nascondere questo segreto. Mavis appare conseguentemente come un proiezione astrale che può essere vista e sentita soltanto da coloro che portano il marchio di Fairy Tail. In seguito, viene fatta rivivere con la distruzione del suo cristallo di stasi per potersi confrontare di persona con Zeref e attiva la loro reciproca maledizione accettando il proprio amore per lui nonostante lo odi allo stesso tempo, portando così alla morte di entrambi. Un anno dopo, una ragazza con le stesse sembianze di Mavis di nome Mio (ミオ?) fa la propria comparsa e incontra un giovane uomo di nome Alios, che somiglia a Zeref.
Gli antefatti relativi a Mavis sono stati inclusi sin dai primi sviluppi della serie. Mashima l'ha inizialmente concepita come un personaggio maschile piuttosto anziano, salvo poi renderla una giovane ragazza dopo esser stato informato del fatto che "Mavis" sia un nome femminile. Inoltre, ha dichiarato di aver espanso più del previsto il suo coinvolgimento nella storia per via della sua "immensa notorietà", rimarcando che mai "si sarebbe aspettato" diventasse così tanto popolare. Mashima ha riportato in seguito che molti lettori sono rimasti sorpresi dalla relazione di Mavis con Zeref, che ha deciso d'includere "molto tempo" prima di mostrarla effettivamente. In un primo momento era intenzionato a disegnare una scena dettagliata del bacio tra i due personaggi, ma preoccupato di come sarebbe potuta apparire Mavis, decise poi di trasformare la scena in una silhouette dei due ritenendola "molto più bella ed efficace".
È doppiata da Mamiko Noto (giapponese) e Laura Amadei (italiano prima voce), Giulia Tarquini (italiano seconda voce) e Melissa Maccari (italiano terza voce).

### Purehito Gaebolg
Purehito Gaebolg (プレヒト・ゲイボルグ?, Purehito Geiborugu), inizialmente conosciuto sotto il nome di Hades (ハデス?, Hadesu), è uno dei co-fondatori di Fairy Tail e il master di Grimoire Heart. Il suo nome è basato su quello di uno scrittore, dato che il nome è traslitterabile anche in tal modo, mentre il suo cognome deriva dalla lancia Gáe Bolg. Succedendo a Mavis Vermillion in qualità di secondo master della gilda nel momento in cui lei finisce in uno stato simile alla morte a causa di Zeref, Purehito concentra segretamente i propri sforzi sulla conoscenza della magia nera e mentre è intento a trovare un modo di resuscitarla genera inavvertitamente Fairy Heart, spronandolo a cercare la fonte di tale potere magico. Dopo aver identificato la fonte in Zeref, diventa ossessionato dall'ottenere questa singolarità per sé stesso e organizza Grimoire Heart, ritenendo di dover risvegliare il potere dormiente di Zeref per raggiungere il suo obiettivo. Hades pratica potenti incantesimi come Grimoire Law (悪魔の法律, グリモアロウ?, Gurimoa Rō), una versione oscura di Fairy Law di Makarov Dreyar, e l'artificiale Occhio demoniaco (悪魔の眼?, Akuma no me) coperto dalla sua benda, che gli dona la possibilità di accedere ai grandi poteri oscuri sviluppati da Zeref quando attivato. La sua magia peculiare gli consente di produrre catene dalle proprie mani per tenere in pugno o lanciare via i propri avversari. Usando un "cuore" meccanico situato a bordo dell'aeronave sede della sua gilda e basato sulle sue conoscenze relative a Fairy Heart, Hades si mantiene superiore agli attacchi di Fairy Tail, finché non viene distrutto da Happy e Charle. Viene poi risparmiato da Makarov una volta sconfitto da Natsu e dai suoi compagni di squadra, salvo poi essere ucciso da Zeref subito dopo aver lasciato l'isola Tenro per aver richiamato Acnologia con le sue azioni.
È doppiato da Masashi Hirose (giapponese, 2010–2014), Yutaka Aoyama (giapponese, 2015–presente), Yoshihisa Kawahara (giapponese, da giovane), Gaetano Lizzio (italiano, ep. 48-69) e Paolo Marchese e Pieraldo Ferrante (italiano).

### Makarov Dreyar
Makarov Dreyar (マカロフ・ドレアー?, Makarofu Doreā) è il figlio del co-fondatore Yuri Dreyar (ユーリ・ドレアー?, Yūri Doreā) e ricopre il ruolo di terzo master della gilda Fairy Tail, carica che cerca di lasciare più volte nel corso della serie ma che si ritrova inevitabilmente a dover nuovamente riprendere; Mashima ha scelto il nome del personaggio con l'intenzione di dargli un suono russo. È un uomo anziano e di bassa statura, appartenente al Sacro Ordine dei Dieci (聖十大魔導?, Seiten daimadō), un titolo dato a coloro che vengono riconosciuti dal Concilio della magia come possessori dei più grandi poteri e abilità magici tra tutti i maghi del continente di Ishgar. Conosce numerose forme di magia, inclusa l'abilità di incrementare enormemente la propria dimensione grazie alla magia Giant (巨人, ジャイアント?, Jaianto). È visto come una figura paterna all'interno della gilda e tratta tutti i membri come fossero suoi figli, anche se si trova costretto a riprenderli spesso e volentieri a causa dei problemi che gli causano con il concilio. Una gag ricorrente nella serie è il mancato tentativo di Makarov di trovare un successore permanente nel proprio ruolo di guida della gilda, trovandosi costretto a coprire le cariche di sesto e ottavo master dopo che la mantengono per un breve periodo rispettivamente Gildarts Clive e Elsa Scarlett. Durante la guerra contro l'Impero Alvarez, sacrifica la propria vita per annientare i nemici grazie al potente incantesimo Fairy Law (妖精の法律, フェアリーロウ?, Fearī Rō), il quale riduce la durata di vita dell'utilizzatore per eliminare chiunque egli ritenga suo nemico, senza colpire i suoi alleati. Infine, Mavis Vermillion riesce in seguito a resuscitarlo come paraplegico dopo la sua scomparsa.
È doppiato da Shinpachi Tsuji (giapponese) Angelo Nicotra (italiano Ep.1-226) e Pierluigi Astore (italiano Ep.227-328).

## Maghi di classe S
I maghi di classe S (S級魔導士?, Esu-kyū madōshi) di Fairy Tail sono i membri di più alto livello della gilda, riconosciuti dal master per la loro enorme forza, abilità e determinazione. Elsa Scarlett, una dei personaggi principali della serie, è abilitata alla classe S da prima dell'inizio della narrazione. Mashima ha affermato che la "S" sta per parole come "super", "speciale" o per la frase giapponese それやヤバイぞ!!?, "Soreya yabai zo!!", "È davvero pericoloso!!".

### Mira Jane Strauss
Mira Jane Strauss (ミラジェーン・ストラウス?, Mirajēn Sutorausu) è la barista e amministratrice della gilda, che lavora anche come ragazza modella pin-up per la rivista immaginaria Weekly Sorcerer. Soprannominata "Diavolessa" (魔人?, Majin), Mira Jane è la prima dei tre fratelli Strauss e usa una varietà della magia basata sulla trasformazione Takeover (接収, テイクオーバー?, Teikuōbā): trattasi del Satan Soul (サタンソウル?, Satan Sōru), che le consente di assumere la forma e i poteri di vari demoni che ha sconfitto in combattimento. Prima dell'inizio della serie, Mira Jane prova risentimento nei confronti della propria magia causa di derisioni nei suoi confronti da parte delle altre persone, salvo poi cambiare opinione dopo che anche i suoi fratelli imparano altre varietà del Takeover per poterla confortare e sentirsi a lei più vicini. Dopo che sua sorella Lisana scompare nel nulla quando lei ha diciassette anni, sviluppa una personalità più allegra e spensierata per cercare di risollevarsi e non far preoccupare inutilmente coloro che la circondano. A causa del trauma sorto da tale incidente, Mira Jane ha anche ristretto notevolmente l'utilizzo del proprio Takeover alla sola mimica dell'aspetto fisico o della voce di altre persone per occasioni scherzose e si è ritirata dal lavoro attivo in missione come maga di classe S. Due anni dopo sprigiona il proprio Satan Soul per salvare il proprio fratello minore, Elfman, durante la battaglia di Fairy Tail. Torna così a combattere nelle occasioni più importanti, dimostrando inoltre che la sua rivalità con Elsa non sia in realtà mai stata messa da parte, infatti in una scommessa stabilita da Makarov desiderava che Elsa le facesse da cameriera per un giorno intero se avesse vinto. Mashima ha chiamato così il personaggio di Mira traendo ispirazione dal soprannome di uno dei propri amici conosciuti in un videogioco online. Ha inoltre affermato di aver elaborato e strutturato il retroscena della sua famiglia "molto molto tempo" prima di includerlo effettivamente nella storia, aggiungendo che "ogni occasione [che si presentava] per poterne parlare non sembrava mai quella giusta" e che è stato felice quando è sorta l'opportunità per inserirlo.
È doppiata da Ryōko Ono (giapponese) e Emanuela Damasio (italiano).

### Luxus Dreyar
Luxus Dreyar (ラクサス・ドレアー?, Rakusasu Doreā, o anche "Laxus" come nome e/o "Dreher" come cognome nella prima edizione del manga) è il nipote di Makarov Dreyar ed erede alla posizione di master della gilda. Il nome del personaggio derivata dalla parola "lux", unità di misura usata per la luce. È un esperto mago dell'elettricità capace di generare e trasformarsi in scariche elettriche. In seguito si scopre essere un dragon slayer di seconda generazione in quanto suo padre, Ewan Dreyar, gli ha impiantato da piccolo un cristallo lacrima per renderlo capace di utilizzare la magia da dragon slayer del fulmine (雷の滅竜魔法?, Kaminari no metsuryū mahō). Da adolescente, Luxus si sentiva oscurato da suo nonno e alla fine si è ribellato per l'espulsione di suo padre dalla gilda, crescendo quindi come un uomo arrogante, presuntuoso e nutrente un sentimento di superiorità sugli altri sino all'inizio della serie. Quando la reputazione di Fairy Tail inizia a vacillare dopo la guerra combattuta contro Phantom Lord, Luxus organizza una battle royal interna alla gilda chiamata "Battaglia di Fairy Tail" per cercare di sottrarre il controllo della gilda a Makarov e ristabilirne la forza togliendo di mezzo i membri "più deboli" della gilda. Infuriato per l'ormai prossimo fallimento dell'operazione, Luxus esegue il Fairy Law per annientare Magnolia, ma i suoi sentimenti profondi  per la gilda hanno la meglio sull'esecuzione dell'incantesimo. Dopo esser stato sconfitto da Natsu Dragonil e Gajil Redfox, viene espulso da Makarov per aver messo in grave pericolo i suoi compagni di gilda, ma nonostante questo gli altri mantengono un rapporto amichevole con lui. . Salverà Fairy Tail in occasione della battaglia contro Hades sull'isola Tenro, venendo reintegrato ufficialmente nella gilda da Gildarts Clive durante il suo brevissimo periodo da master della gilda, dimostrando di essere un uomo profondamente cambiato.
È doppiato da Katsuyuki Konishi (giapponese), Hideyuki Hayami (giapponese, da bambino), Alessandro Budroni (italiano) e Monica Vulcano (italiano, da bambino).

### Mist Gun
Mist Gun (ミストガン?, Misutogan, o anche "Mistogun" nei primi volumi dell'edizione italiana) è un mago mascherato di Fairy Tail proveniente dal universo parallelo di Edolas come controparte di Gerard Fernandez. Incapace di usare la magia autonomamente, Mist Gun sviluppa un bastone infuso di potere magico dai vari effetti, come ad esempio il generare illusioni e disegnare cerchi magici per attaccare i suoi avversari. Prima di rivelare il proprio aspetto fisico, Mist Gun era solito compiere incantesimi soporiferi per far dormire momentaneamente i propri compagni di gilda ogni qual volta faceva ritorno alla gilda, in modo da evitare che la sua identità venisse scoperta. È giunto su Earthland mediante il portale interdimensionale Anima usato da Faust, suo padre e re di Edolas, per trasferire energia magica da Earthland e convertirla in cristalli lacrima. Alla fine, dopo aver cercato senza successo di evitare che Magnolia venisse assorbita insieme a Fairy Tail, fa ritorno su Edolas e ripristina la città cristallizzata inviandola attraverso un altro portale dopo che i suoi alleati impediscono a Faust di usarlo per distruggere il regno di Exceed. Inverte poi gli effetti di Anima, in moda da restituire ad Earthland tutta la magia rubata, aspettandosi di essere giudicato con la condanna a morte per questo dal suo amico d'infanzia Panther Lily per placare il conseguente panico creatosi tra gli abitanti. Quando Natsu Dragonil si prende l'intera responsabilità, Mist Gun guadagna l'appoggio della sua gente per poterlo sconfiggere in una finta battaglia e decide poi di rimanere su Edolas per sostituire suo padre in qualità di nuovo re.
È doppiato da Daisuke Namikawa (giapponese) e Emiliano Coltorti (italiano).

### Gildarts Clive
Gildarts Clive (ギルダーツ・クライヴ?, Girudātsu Kuraivu) è un mago di classe S di Fairy Tail, della quale è considerato il membro più forte. È in grado di rompere ogni oggetto o suddividere in tanti blocchi ciò che tocca usando la magia Crush (クラッシュ?, Kurasshu), la cui enorme potenza ha richiesto una ristrutturazione della città di Magnolia per generare all'occorrenza una strada isolata apposita per lui per i momenti in cui esce o fa ritorno da una missione, in modo da evitare che suddivida per errore le case. Dato che s'imbarca spesso in missioni che non sono mediamente completabili in meno di cent'anni, visita la gilda soltanto in rare occasioni e vi rimane per un breve periodo di tempo; durante l'unica missione fallita, perde il proprio braccio sinistro, la gamba sinistra e diversi organi interni dopo esser stato sbranato da Acnologia. Gildarts è anche il padre vedovo di Kana Alberona, ma era completamente ignaro della sua relazione con la giovane maga dato che sua moglie Cornelia divorziò da lui e diede alla luce la figlia mentre lui si trovava in viaggio per una missione della durata di sei anni. Gildarts scopre la verità da Kana in occasione della battaglia di Fairy Tail contro Grimoire Heart sull'isola Tenro e successivamente inizia a rivolgersi a lei in maniera più comica. Una volta fatto ritorno dall'isola sette anni dopo, Gildarts viene eletto da Makarov come quinto master della gilda dopo Macao Convolto, ma si dimette quasi subito per ripartire alla volta di un nuovo viaggio, non prima però di aver riammesso Luxus come membro di Fairy Tail. Fa ritorno un anno dopo per partecipare alla guerra contro l'Impero Alvarez, rimanendo alla gilda nell'epilogo della serie. Gildarts è un donnaiolo incallito, al punto che quando Kana gli rivelò di essere sua figlia iniziò a fare una lunga lista delle sue amanti chiedendosi quale potesse essere sua madre. Mashima ha descritto il personaggio come un "tipo fuori di testa" e ha considerato la sua prima apparizione un fatto "molto importante" all'interno della storia.
È doppiato da Kazuhiko Inoue (giapponese) e Roberto Certomà (italiano ep. 76-226)e Dario Oppido (italiano ep. 227-328).

## Membri secondari

### Kana Alberona
Kana Alberona (カナ・アルベローナ?, Kana Aruberōna) è una giovane donna alcolizzata che beve interi barili di liquore alla volta, consumando il 30% dell'alcol presente nella gilda. Il suo nome deriva dal termine dei tarocchi "arcana". Utilizza la magia delle carte (魔法の札, マジックカード?, majikku kādo) o per scagliarle contro l'avversario come proiettili oppure per eseguire una varietà di incantesimi, tra cui predizione del futuro. Come membro più anziano della generazione di Lucy Heartphilia, Kana è entrata a far parte di Fairy Tail all'età di sei anni, in cerca del proprio padre Gildarts Clive in seguito alla morte della madre. Incapace di rivelargli il proprio legame col padre a causa della propria timidezza e della rara presenza di lui, Kana cerca di motivarsi per diventare una maga di classe S e avvicinarsi di più a lui, ma fallisce per quattro volte di fila l'esame di promozione e per questo cade in uno stato di depressione. Durante il suo quinto esame sull'isola Tenro dodici anni dopo, Kana abbandona i propri compagni di gilda mentre è in corso l'attacco di Grimoire Heart per completare la prova, consistente nel ritrovamento della tomba di Mavis Vermillion, mettendo in pericolo inconsapevolmente Lucy, la sua compagna d'esame. Una volta realizzato di aver in qualche modo tradito i propri compagni, Kana scarta la propria possibilità di superare l'esame per poter salvare i propri amici e rivela personalmente a Gildarts presente sull'isola di essere sua figlia, dopo che la prova viene cancellata. In seguito nel corso della serie, Kana dimostra di saper maneggiare la magia Fairy Glitter quando le viene occasionalmente fornita da Mavis, che usa per far rivivere il proprio corpo fisico dalla distruzione della propria proiezione astrale con l'incantesimo.
È doppiata da Eri Kitamura (giapponese) e Paola Majano (italiano).

### Loki
Leo (レオ?, Reo), meglio conosciuto come Loki (ロキ?, Roki, "Loke" nell'edizione inglese), è uno spirito stellare umanoide rappresentante la costellazione del Leone e un playboy considerato uno scapolo popolare nella comunità dei maghi; il suo nome deriva dal dio nordico Loki. Il suo anello Regulus (王の光, レグルス?, Regurusu) gli consente di generare fasci di luce a proprio piacimento per accecare o danneggiare gli avversari. Sotto contratto con il membro di Blue Pegasus Karen Lilica (カレン・リリカ?, Karen Ririka), Loki si trova più volte a dover rimanere nel mondo umano per proteggere la sua compagna spirito Aries dagli abusi di Karen. In seguito all'uccisione di Karen per mano di Angel di Oracion Seis dopo che Loki si rifiuta di accompagnarla in missione, il Re degli spiriti stellari lo esilia per sempre dal suo mondo, costringendolo a rimanere in quello degli umani, dove si basa sulla magia infusa dall'anello oltre a Regulus per eseguire incantesimi. Quando tre anni dopo Loki si trova sul punto di scomparire per aver quasi esaurito la propria energia sufficiente a farlo restare nel mondo degli umani, Lucy Heartphilia riesce a convincere il re a consentirgli di far ritorno nel mondo degli spiriti. Loki successivamente stringe un contratto con Lucy diventando uno dei suoi spiriti, esprimendo apertamente sentimento romantici nei suoi confronti dopo averla evitata al suo ingresso nella gilda sentendosi colpevole della morte di Karen e uscendo talvolta autonomamente dal proprio portale usando i propri poteri per aiutarla nelle battaglie.
È doppiato da Daisuke Kishio (giapponese) e Alessio De Filippis (italiano).

### Elfman Strauss
Elfman Strauss (エルフマン・ストラウス?, Erufuman Sutorausu) è il fratello di Mira Jane e Lisana. Mashima ha ideato il suo nome per farlo suonare "in qualche modo carino". È un mago ipermascolino tutto muscoli, che pronuncia discorsi senza senso riguardanti la virilità, ma è anche alquanto sensibile emozionalmente e di buon cuore. Utilizza la magia Takeover Beast Soul (獣王の魂, ビーストソウル?, Bīsuto Sōru) per assimilare il potere e le forme dei mostri, anche se le sue trasformazioni sono limitate al solo braccio destro usando l'abilità Beast Arm (ビーストアーム?, Bīsuto Āmu) a causa della sua mancanza di sufficiente padronanza. All'età di sedici anni cerca di estendere la trasformazione a tutto il corpo per renderla completa, ma ne perde il controllo finendo apparentemente con l'uccidere involontariamente Lisana; per far fronte al proprio senso di colpa, adotta una personalità maggiormente mascolina rispetto a quella più solamente sensibile posseduta prima. Due anni dopo, Elfman riesce a ottenere il pieno controllo sulla propria forma Beast Soul per riuscire a salvare Mira Jane dalla minaccia di Phantom Lord, momento dopo il quale inizia ad impiegare sempre più di frequente la sua piena forza.
È doppiato da Hiroki Yasumoto (giapponese) e Andrea Lavagnino (italiano ep. 1-226)e Gianluca Cortesi (italiano ep. 227-328).

### Lisana Strauss
Lisana Strauss (リサーナ・ストラウス?, Risāna Sutorausu, traslitterato anche come "Lisanna" nell'edizione italiana dell'anime) è la sorella minore di Mira Jane e Elfman ed è capace di mutare il proprio aspetto in quello di svariati animali a proprio piacimento grazie alla varietà di Take Over da lei usata, l'Animal Soul (動物の魂, アニマルソウル?, Animaru Sōru). È una degli amici d'infanzia di Natsu Dragonil che lo aiutano nel covare l'uovo di Happy quando aveva undici anni. Quattro anni dopo, mentre si trova in missione insieme ai propri fratelli, Lisana scompare nel nulla uccisa apparentemente da un Elfman che perde completamente il controllo del proprio Take Over completo; in realtà, Lisana è sopravvissuta ed è sparita in quanto assorbita dal portale anima e condotta nel mondo parallelo di Edolas, dove si trova a ricoprire il ruolo della propria controparte del posto, morta qualche tempo prima. Due anni dopo, viene forzata a tornare su Earthland dopo che Mist Gun inverte gli effetti di Anima per eliminare completamente la magia, riunendosi così con i propri fratelli. Mashima ha concepito il nome del personaggio con l'idea di dover inserire il suffisso "-ana", il cui suono lo considera carino.
È doppiata da Harumi Sakurai (giapponese) e Valentina Pallavicino (italiano).

### Levy Mac Garden
Levy Mac Garden (レビィ・マクガーデン?, Rebi Makugāden) è un membro dei Shadow Gear (シャドウ・ギア?, Shadō Gia), un team di tre maghi composto insieme a lei da Jet e Droy. Stringe amicizia con Lucy Heartphilia data la passione di entrambe per i libri, incoraggiandola a lasciarla leggere per prima il suo primo romanzo. Usando la magia Solid Script (立体文字, ソリッドスクリプト?, Soriddo Sukuriputo), Levy trasforma le parole scritte in oggetti tridimensionali che prendono le proprietà legate al significato del testo. È anche un'esperta nel tradurre e decodificare le lingue antiche e le rune magiche. Gajil Redfox spaventa Levy dopo che la ferisce insieme ai suoi compagni di team in occasione dell'attacco condotto da Phantom Lord, dando inizio ad una guerra tra gilde. Inizialmente evita Gajil quando questi entra a far parte di Fairy Tail, ma lo riconsidera dopo che la difende da uno scontro con Luxus Dreyar. Successivamente inizia a sviluppare sentimenti romantici nei confronti di Gajil e insieme diventano temporaneamente ufficiali dell'unità di custodia e arresto del Concilio della magia durante l'anno in cui Fairy Tail rimane sciolta. In seguito, s'impegnano sostenendosi a vicenda nel combattere la battaglia contro l'Impero Alvarez. Nell'epilogo della serie, Lucy e Wendy Marvel sentono Levy parlare a Gajil di qualcosa riguardante un bambino. In seguito, solo quando la gilda viene coinvolta, loro malgrado, nella missione dei cent'anni della squadra di Natsu, Elsa, Gray, Lucy e Wendy, viene confermato che sia effettivamente incinta di Gajil. Mashima ideò Levy per essere una comparsa ricorrente nella serie, salvo poi rivalutarla dopo che è cresciuto "davvero [il suo apprezzamento] per lei". Consequenzialmente, decise in seguito di espandere il suo ruolo come risposta alla sua crescente popolarità, che a suo dire è andata oltre le sue aspettative.
È doppiata da Mariya Ise (giapponese), Ikumi Hayama (giapponese, episodi 249-253) e Gaia Bolognesi (italiano ep. 1-226) ed Elisa Angeli (italiano ep. 227-328).
22

### Lluvia Loxar
Prima apparteneva alla gilda di Phantom Lord insieme a Gajil Redfox ma in seguito allo scioglimento di questa ha deciso di unirsi a Fairy Tail per il senso di famiglia della gilda e per inseguire il suo amore, Gray Fullbuster. Per lei il loro incontro è stato un colpo di fulmine e il fatto che lui l'abbia sconfitta lo ha solo reso più affascinante ai suoi occhi, ma Gray sembra non averlo capito. Nell'arco della sua vita Lluvia è sempre stata circondata dalla pioggia (a causa della sua magia), ciò non le ha mai permesso di avere un legame e di vedere il sole, ma quando Gray la sconfigge, scaccia le nuvole che la opprimevano. Per un errore considera Lucy Heartphilia la sua rivale in amore anche se in realtà le vuole molto bene. La sua magia le permette di creare e controllare l'acqua, e di eludere la maggior parte dei danni, dato che il suo corpo è formato da acqua.
È doppiata da Mai Nakahara (giapponese) e Perla Liberatori (italiano).

### Gajil Redfox
Gajil Redfox (ガジル・レッドフォックス?, Gajiru Reddofokkusu) è un dragon slayer padroneggiante la magia del Dragon Slayer d'Acciaio (鉄の滅竜魔法?, Tetsu no metsuryū mahō), che gli consente di trasformare i propri arti in armi di metallo (in particolare ferro e acciaio), coprire la propria pelle con un impenetrabili scaglie di metallo, soffiare raffiche di vento contenenti schegge metalliche e consumare oggetti di ferro e acciaio come nutrimento. Trasportato nel presente da 400 anni nel passato mediante il piano Eclissi in qualità di bambino scelto per il piano di uccidere Acnologia meditato dai draghi, Gajil rimane separato dai suoi compagni dragon slayers e dimentica gli eventi della propria infanzia, eccezion fatta per il periodo durante il quale viene cresciuto e addestrato dal drago Metalicana (メタリカーナ?, Metarikāna). Risente in seguito per la scomparsa di Metalicana, diventando nel corso dei sette anni seguenti un pericoloso membro di Phantom Lord col soprannome di "Acciaio nero" (鉄竜,くろがね?, "Kurogane", lett. "Acciaio nero", scritto come "Drago d'Acciaio"), e il suo gesto di danneggiare gravemente la sede di Fairy Tail e assalire Levy Mac Garden e la sua squadra istiga l'inizio di una guerra tra le due organizzazioni magiche Dopo lo scioglimento di Phantom Lord e la sua sconfitta da parte di Natsu, Gajil accetta riluttante l'offerta di Makarov Dreyar di entrar a far parte di Fairy Tail espiando le proprie colpe, guadagnandosi la fiducia e venendo accettato degli altri membri dopo aver aiutato Natsu Dragonil a fermare Luxus Dreyar nella Battaglia di Fairy Tail. In seguito, sviluppa sentimenti protettivi nei confronti di Levy, confessandole infine il suo amore per lei mentre sta quasi per essere ucciso nella guerra contro l'Impero Alvarez. Nell'epilogo della serie, Gajil ha una conversazione implicita con Levy a proposito di un bambino. 

Gajil Redfox

Durante l'arco narrativo del Gran Palio della magia, durante un combattimento contro Rogue Cheney arriva a divorare il suo elemento, l'ombra, con le quali raggiunge un nuovo stadio di trasformazione denominato "modalità Drago d'Acciaio d'Ombra" (モード鉄影竜?, Modo tetsueiryū). Mentre è in questo stato, Gajil viene ricoperto dalle ombre di Rogue e la sua velocità aumenta notevolmente al livello di quella di un'ombra, consentendogli di attaccare i propri avversari di soppiatto e con maggiore potenza. Oltre che ad apparire in Fairy Tail, Gajil è il protagonista del manga spin-off Fairy Tail: Road Knight di Kyota Shibano.
Gajil è stato uno dei primi dragon slayer oltre a Natsu ad esser introdotto nella serie, un'idea che Mashima stava tenendo in considerazione sin dalla creazione del concetto di "dragon slayer" e che lo porta a sviluppare un personaggio "estremamente spaventoso" e anche un rivale per Natsu Il nome del personaggio deriva dalla parola  (噛る?, kajiru, lett. "rosicchiare") e dall'onomatopea simboleggiante il mangiare,  (ガジガジ?, gaji-gaji). Analogamente a Natsu, l'età di Gajil è indicata come "sconosciuta", fatto divenuto oggetto di diverse domande da parte dei lettori in seguito all'apparizione di una scena in cui il mago di ferro e Natsu sono bloccati in una trappola runica creata per trattenere tutti coloro che hanno più di ottant'anni, quesito al quale Mashima asserisce che quella non è la loro età effettiva. Il retroscena del rapporto tra Gajil e il membro del Concilio della magia Belno è stato mostrato in una versione "semplificata" rispetto a quella inizialmente pianificata dall'autore, nella quale avrebbe dovuto esser proprio Belno a guidare Gajil verso Fairy Tail invece di Makarov.
È doppiato da Wataru Hatano (giapponese) e Christian Iansante (italiano).

### Commando del dio del fulmine
Il commando del dio del fulmine (雷神衆?, Raijinshū) è un trio di maghi seguaci di Luxus Dreyar, che agiscono come sue guardie personali. Sono stati ideati da Mashima dopo che ha deciso "improvvisamente" di concentrare lo svolgimento narrativo su Luxus. I tre aiutano il mago del fulmine nel suo piano di ristrutturazione della gilda mediante la partecipazione alla battaglia di Fairy Tail, salvo poi diventare più amichevoli nei confronti dei loro compagni di gilda dopo la sua espulsione. Nonostante l'unicità delle loro abilità, i tre condividono tra loro la possibilità di gestire le proprie magie mediante il contatto visivo con l'avversario.

#### Fried Justin
Fried Justin (フリード・ジャスティーン?, Furīdo Jasutīn, traslitterato anche come "Freed"), chiamato anche Fried "Oscuro" (暗黒のフリード?, Ankoku no Furīdo), è il fondatore e capo del Commando del dio del fulmine. È specializzato nella creazione del Jutsu-Shiki (術式? lett. "tecniche di stile/cerimonia"), barriere formate da rune magiche che non possono essere oltrepassate da coloro che cadono nelle trappole che si celano in ciò che vi è scritto. Utilizza anche la magia Dark Écriture (闇の文字, エクリテュール?, Yami no ekurityūru, francese per "Scrittura oscura") per scrivere rune sui corpi degli avversari mediante il proprio stocco per infliggere dolore, o sul proprio per creare ali e trasformarsi in un demone. È caratterizzato da una vera e propria idolatria nei confronti di Luxus e inizialmente mantiene le distanze dal resto della gilda. Impone le regole della battaglia di Fairy Tail con il proprio Jutsu-Shiki, ma si dimostra poi riluttante al portare a termine l'ordine di Luxus di uccidere i propri compagni di gilda. Ciò lo porta a mettere in discussione la moralità di Luxus. Dopo esser stato sopraffatto dalla risvegliata forma Satan Soul di Mira Jane Strauss, Fried si rade temporaneamente i propri capelli lunghi come forma di espiazione per i suoi misfatti. Il suo nome ha avuto origine dalla frase giapponese "Furui-zo" (古いぞ? lett. "È vecchio"), riflettendo l'impostazione iniziale del personaggio di attaccare con parole arcaiche. Inizialmente il suo nome avrebbe dovuto essere Albion (アルビオン?, Arubion), ma Mashima decise poi di sceglierne uno più corto per bilanciare i nomi più lunghi dei suoi compagni di squadra.
È doppiato da Junichi Suwabe (giapponese) e Patrizio Cigliano (italiano).

#### Evergreen
Evergreen (エバーグリーン?, Ebāgurīn), il cui nome deriva dal termine inglese con cui si indica l'omonima tipologia di albero, è una giovane donna vanitosa, ossessionata dalle fate, che è entrata a far parte di Fairy Tail per via del nome della gilda. Brama il titolo di "Titania, la regina delle fate" ricoperto da Elsa Scarlett. Ad un certo punto, entra a far parte del Commando del dio del fulmine come unico membro femminile. La sua magia primaria è la Stone Eyes (石化眼, ストーンアイズ?, Sutōn Aizu, il testo giapponese si traduce in "Occhi pietrificanti"), con la quale può pietrificare gli altri mediante il contatto visivo togliendosi i propri occhiali che è sempre solita indossare. È capace inoltre di generare della polvere dorata per causare delle esplosioni o delle innumerevoli raffiche di aghi. Fa squadra con Elfman Strauss dopo esser stata superata da Fried durante la l'esame di promozione alla classe S, sviluppando gradualmente dei sentimenti affettivi nei suoi confronti, da lui poi ricambiati.
È doppiata da Saori Seto (giapponese) e Angela Brusa (italiano ep. 1-226) ed Emanuela D'Agostino (italiano ep. 227-328).

#### Bixlow
Bixlow (ビックスロー?, Bikkusurō) è un mago che pratica la magia di possessione (セイズ魔法?, seizu mahō) denominata Human Possession (人型憑?, Hitotsuki) per impiantare fino ad un massimo di cinque anime dentro oggetti inanimati e poterli così controllare. Si riferisce ai suoi pupazzi come i suoi "piccoli" con i nomi: Pappa (パッパ?), Pippi (ピッピ?), Puppu (プップ?), Peppe (ペッペ?) e Poppo (ポッポ?). La sua magia degli occhi è chiamata Figure Eyes (造形眼, フィギュアアイズ?, Figyua Aizu, i kanji giapponesi sono traducibili in "Occhi figuranti") e gli consente di prendere il controllo dei corpi altrui mediante il contatto visivo; per questa ragione, indossa sempre un visore a griglie per contenere questa magia. Il suo nome è una combinazione delle parole inglesi "big" e "throw".
È doppiato da Yoshihisa Kawahara (giapponese) e Alessandro Quarta (italiano ep. 1-226) ed Emiliano Reggente (italiano ep. 227-328).

### Panther Lily
Panther Lily (パンサーリリー?, Pansā Rirī), è un Exceed dal pelo nero nato e cresciuto su Edolas. Divenuto un comandante di una delle divisioni della Guardia Reale di Edolas, viene esiliato dalla sua terra natia Extalia dopo aver salvato la vita del giovane Mist Gun. Contrariamente alla maggior parte degli Exceed, Lily ha uno corpo grande e umanoide che lo rende del tutto simile ad una pantera antropomorfa. Usando la spada magica Buster Marm (バスターマァム?, Basutā Māmu), può estendere la propria dimensione sino a quattro volte rispetto a quella effettiva reale; dopo che questa spada viene distrutta, la sostituisce con una simile chiamata Musica Sword (ムジカの剣?, Mujika no ken). Duella con Gajil Redfox per difendere il cristallo lacrima creato con l'energia degli abitanti di Magnolia come parte del piano di Faust per sterminare gli Exceed con esso, ma cambia schieramento dopo aver visto i propri simili cercare di allontanare dalla loro patria il cristallo con tutte le loro forze insieme a Fairy Tail. Dopo esser stato spedito su Earthland attraverso il portale Anime con effetto invertito, entra a far parte di Fairy Tail come compagno di squadra di Gajil. Su Earthland, il corpo di Lily si riduce alla dimensione tipica di quello dei suoi simili, anche se può assumere il suo aspetto originale per un limitato periodo di tempo oltre al poter utilizzare la propria abilità Aera. Il nome di Lily è ispirato a quello di "un noto personaggio di un certo racconto". Mashima ha in seguito commentato la popolarità del personaggio, affermando che è cresciuta dopo che si è ridotta la sua statura, aggiungendo: "Si capisce bene il perché".
È doppiato da Hiroki Tōchi (giapponese) e Stefano Mondini (italiano).

### Mest Glider
Mest Glider (メスト・グライダー?, Mesuto Guraidā) è un mago utilizzante un incantesimo per l'alterazione della memoria chiamato Memory Control (記憶操作?, Kioku Sōsa) e il potere di teletrasportarsi da un luogo all'altro per lunghe distanze con la magia Direct Line (瞬間移動, ダイレクトライン?, Dairekuto Rain). Inizialmente presentato come un membro operativo d'intelligence del Concilio della magia chiamato Doranbalt (ドランバルト?, Doranbaruto), utilizza il proprio Memory Control per infiltrarsi come discepolo di Mist Gun tra i membri di Fairy Tail intenti a svolgere l'esame di promozione al rango S per cercare informazioni utili da usare come prova dei loro crimini e portare quindi allo scioglimento della gilda. Sette anni dopo i fatti dell'isola Tenro, durante i quali si affeziona a loro e li aiuta nella battaglia contro Grimoire Heart, Mest viene tuttavia informato da Makarov Dreyar della sua reale identità come membro di Fairy Tail da lungo tempo che ha alterato la propria memoria con lo scopo di infiltrarsi al meglio dentro il Concilio e ottenere informazioni utili riguardanti il sempre più minaccioso e in continua crescita Impero Alvarez. Una volta ricordato il proprio passato, Mest lascia il Concilio e ritorna tra le file di Fairy Tail, aiutando i suoi compagni nel recupero del master disperso ad Alvarez e nella guerra seguente. Prima di svelare il ruolo di Mest come agente sotto copertura del Concilio, Mashima ha considerato sia di renderlo in realtà un membro di Fairy Tail, ma anche un antagonista di Grimoire Heart o Tartaros. Il mangaka ha in seguito affermato che la rivelazione di Mest come membro effettivo di Fairy Tail era stata pianificata da tempo, ma non ha mai trovato il momento più adatto per includerlo nella storia, ricevendo anche contestazioni da parte dei lettori che hanno percepito il ritorno del personaggio come un retconning dei fatti passati.
È doppiato da Shūhei Sakaguchi (giapponese) e Alessandro Campaiola (italiano).

## Altri

### Macao e Romeo Convolt
Macao Convolt (マカオ・コンボルト?, Makao Konboruto) è uno dei maghi più longevi della gilda, è in grado di creare e manipolare fiamme violacee resistenti alle intemperie e possiede la capacità di mutare forma. Mentre è intento a svolgere una missione, Macao subisce un incantesimo di possessione dall'ultimo dei venti mostri da sconfiggere. Non riuscendo quindi più a tornare a casa, su richiesta del figlio Romeo preoccupato per lui Natsu e Lucy si recano sul luogo della missione e lo liberano. Durante i 7 anni nei quali i principali membri della gilda sono dispersi sull'isola Tenrō, assume temporaneamente la carica di master. È doppiato da Masaki Kawanabe (giapponese) e Vittorio Guerrieri (italiano).
Macao ha un figlio di nome Romeo (ロメオ?, Romeo), ammiratore di Natsu da considerarlo come un fratello maggiore. Il giovane entra a far parte di Fairy Tail durante i sette anni di assenza dei membri principali della gilda ed è capace di utilizzare la magia del fuoco, appresa da Totomaru, ex membro di Phantom Lord, e da suo padre. È doppiato da Mariya Ise (giapponese), Paola Majano (italiano, da bambino) e Ruggero Valli (italiano, da ragazzo).

### Alzack Connell e Visca Moulin
Alzack Connell (コネル アルザック?, Koneru Aruzakku) e Visca Moulin (ムーラン ビスカ?, Muran Bisuka) sono una coppia di maghi indossanti un abbigliamento richiamante il vecchio West. Alzack utilizza una magia che gli consente di caricare le sue pistole con proiettili magici, mentre Visca utilizza la magia di cambio-stock, che le permette di riequipaggiarsi con diverse armi da fuoco. Entrambi innamorati l'uno dell'altra, si sposano durante i sette anni di assenza dei principali membri di Fairy Tail e hanno una figlia di nome Asuka (アスカ?).
Alzack è doppiato da Yoshimitsu Shimoyama (giapponese) e Angelo Evangelista (italiano), mentre Visca è doppiata da Satomi Arai (giapponese) e Monica Vulcano (italiano). Asuka è invece doppiata da Satomi Arai (giapponese) e da Alessia Corona (italiano).

### Jet e Droy
Sarusuke (サルスケ?), soprannominato Jet (ジェット?, Jetto), e Droy (ドロイ?, Doroi) sono due amici d'infanzia di Levy Mac Garden e suoi compagni di squadra in Fairy Tail. Jet padroneggia una magia che aumenta notevolmente la sua velocità, rendendolo il mago più veloce della gilda, mentre Droy controlla un tipo di magia per manipolare le piante e indossa un indumento speciale per mantenere sempre freschi i suoi semi magici.
Jet è doppiato da Masaki Kawanabe (giapponese), Kyoko Namekawa (giapponese, da bambino) e Stefano Brusa (italiano); Droy è doppiato da Eiji Sekiguchi (giapponese), Natsue Sasamoto (giapponese, da bambino) e Luigi Morville (italiano).

### Polyushika
Controparte umana di Grandine proveniente da Edolas, Polyushika (ポーリュシカ?, Pōryushika, anche "Polyushka") è l'anziana consulente medico di Fairy Tail che vive nella foresta situata nelle vicinanze di Magnolia. Riesce a curare ogni sorta di malanno o ferita. Non sopporta la vicinanza di altri esseri umani e spesso forza i visitatori a lasciare il prima possibile la sua abitazione a meno che non abbiano bisogno di aiuto. È un'amica di lungo corso di Makarov Dreyar, del quale se n'è presa cura quando è rimasto privo della propria magia e in seguito quando si ammala in occasione della ribellione di Luxus Dreyar. Sette anni dopo la scomparsa dell'isola Tenro, incontra per la prima volta Wendy Marvel e le consegna le istruzioni per apprendere due nuovi incantesimi segreti della magia da dragon slayer dell'aria, che le sono state dettate dal drago Grandine telepaticamente e che questi ha fallito nell'insegnare alla giovane maga prima di sparire.
È doppiata da Shōko Tsuda (giapponese) e Graziella Polesinanti e Patrizia Salerno (italiano).

### Kinana
Kinana (キナナ?) è una ragazza che sostituisce Mira Jane nel ruolo di barista della gilda durante i suoi sette anni di assenza, per poi manterlo anche in seguito. Da piccola è stata trasformata in un cobra violaceo da una maga malvagia, per poi essere trovata da Cobra degli Oracion Seis, che decide di tenerla con sé e darle il nome Cubellios. Dopo l'arresto del mago viene trovata da Makarov, il quale capisce la sua vera natura e trova il modo di riportarla normale, portandola con sé a Fairy Tail. Nonostante siano separati, Kinana riesce sentire dentro di sé la voce di Cobra. Dopo la sconfitta di Tartaros, diventa una maga a tutti gli effetti usando magia velenosa, richiamo al suo passato come serpente. Dopo il perdono di Erik, ovvero Cobra, da parte della regina Hisui, i due si sono fidanzati.
È doppiata da Natsue Sasamoto (giapponese) e Melissa Maccari (italiano).

### Warrod Sequen
Warrod Sequen (シーケン ウォーロッド?, Shīken Wōroddo) è un ex-mago della gilda Fairy Tail ed è soprannominato "L'uomo broccolo". Fu uno dei fondatori di Fairy Tail assieme a Mavis Vermillion (il primo master), Purehito Gaebolg e a Yuri Dreyar, il padre di Makarov. Ha più di 105 anni. Come suggerisce il soprannome, la sua testa ha la forma di un broccolo, è un uomo anziano, molto alto con un naso appuntito e indossa un vestito molto colorato. Da giovane era un uomo muscoloso con una grande acconciatura. Warrod è molto comico facendo battute ironiche che in realtà fanno innervosire. È molto modesto perché anche se è il quarto dei 4 Ishgar, ritiene che ci siano maghi ancora più forti di lui fuori dal continente. Anche se non fa più parte della gilda è ancora molto legato a Fairy Tail. Quando era giovane, faceva parte della gilda di cacciatori di tesori Sylph Labirinth facente squadra con Purehito e Yuri. Nell'anno X686 i tre si recarono sull'isola Tenro per recuperare la giada di Tenro, un tesoro di classe S e per giunta molto raro e prezioso per i cacciatori di tesoro. Sull'isola incontrano Mavis Vermillion e scoprono che la giada non si trova più sul luogo ma fu presa anni prima dalla gilda oscura Blue Skull. Mavis si unisce a loro per recuperare la giada e i quattro partono alla ricerca del tesoro. Essi scoprono che la gilda oscura ha la sede nella città di Magnolia. Una volta giunti li attaccano il nemico venendo sconfitti. Rifugiati nella foresta, imparano la magia da Zeref (senza sapere chi è in realtà) perché questi poco prima fece amicizia con Mavis. Warrod imparò la Magia della Piante. I tre effettuano un altro attacco alla gilda riuscendo a sconfiggerli. Dopo che Mavis salva Yury dalla trasformazione effettuata a causa della giada, i tre decisero di creare una gilda di maghi nella città, chiamata appunto Fairy Tail facendo di Mavis il primo master. Nell'anno X731, Warrod lascia la gilda diventando un membro dei Dieci Maghi Sacri e cominciò a viaggiare per il mondo per ripopolare l'ambiente grazie alla sua magia. Appare per la prima volta quando manda a Natsu e Gray la richiesta di scongelare i cittadini del Villaggio del Sole. Con la sua magia li spedisce velocemente al villaggio. Finita la missione li ricompensa con un bagno termale unendosi a loro e in quel momento gli rivela di essere uno dei fondatori di Fairy Tail. Poco dopo essi cominciano a parlare della gilda Tartaros e Warrod riferisce che nemmeno i Maghi Sacri conoscono molto la gilda oscura ma egli dice che ci sono state molte persone che hanno visto i membri di quella gilda fare delle adorazioni a dei demoni. Dopo la guerra tra Fairy Tail e Tartaros, Warrod insieme a Mest ricrea il concilio facendo come nuovi membri i Dieci Maghi Sacri e di conseguenza anche Warrod. Inoltre fu lui ha suggerire a Gajil di entrare nel concilio. Dopo la rifondazione di Fairy Tail viene visto alla sede del concilio dove discute insieme agli altri membri sull'imminente scontro contro l'Impero Alvarez. Insieme a Jura, Wolfheim ed Hyberion si reca al confine del Regno di Fiore con il Regno di Bosco pronto ad affrontare i nemici. Insieme ai suoi compagni affronta God Serena, ex membro del Sacro ordine dei Dieci nonché il più forte, venendo sconfitto duramente come gli altri suoi compagni. In seguito assiste all'uccisione di God Serena per mano di Acnologia, giunto sul posto.
È doppiato da Tesshō Genda e Hiroshi Shirokuma (da giovane).

### Yuri Dreyar
Yuri Dreyar (ユーリ·ドレアー?, Yuri Dorea) è stato uno dei fondatori di Fairy Tail insieme a Warrod Sequen e Purehito Gaebolg (alias Hades). Era il marito di Rita, il padre di Makarov Dreyar, il nonno paterno di Iwan Dreyar, e il bisnonno paterno di Laxus Dreyar. Da giovane indossava una giacca grigia con piume ai lati, aveva i capelli biondi ondulati verso il basso. Quando era un cacciatore di tesori era disposto a tutto pur di prendere il tesoro che cercava, era disposto anche a sfruttare i bambini. Egli non rinunciava mai a trovare un tesoro anche se la situazione era difficile. Dopo che conobbe Mavis Vermillion il suo carattere cambiò. Dopo che fu salvato da lei promise che avrebbe dato la sua vita pur di proteggerla. Yuri era un membro della gilda cacciatori di tesori Sylph Labyrinth e faceva squadra insieme a Warrod Sequen e Purehito Gaebolg. Nell'anno X686 giunge sull'Isola Tenrou insieme ai suoi due compagni per cercare la giada di Tenrou. Sull'isola incontra Mavis che tenta di farsi dire dove si trova la giada, senza successo. Poco dopo vengono a sapere che la giada non si trova più sull'isola perché è stata presa da una gilda oscura anni prima. Yuri lascia l'isola insieme a Warrod, Purehito seguito da Mavis che decide di aiutarli. Dopo aver raccolto informazioni scoprono che la giada è stata rubata dalla gilda oscura Blue Skull e che risiede alla città di Magnolia. I quattro giungono in città e affrontano la gilda venendo sconfitti facilmente. Giorni dopo, Mavis fa amicizia con un mago (senza sapere che è Zeref) e i quattro imparano la magia. Yuri impara la Magia del Fulmine. Riassaltano la gilda vincendo. Yuri tocca la giada ma essa è maledetta e trasforma Yuri in un enorme drago scheletrico. Mavis utilizza la magia "Law" per salvarlo e farlo tornare normale. Una volta ripreso promette a Mavis che la proteggerà sempre. Mavis propone di creare una gilda di maghi alla città di Magnolia e chiamarla Fairy Tail. Yuri, Warrod e Purehito lasciano Sylph Labyrinth per formare tale gilda. Nell'anno X690 Yuri si sposa con una donna di nome Rita, nell'anno X696 nasce l'unico figlio di Yuri, Makarov Dreyar, e nello stesso istante rimane vedovo perché la maledizione di Mavis, felice per la nascita di Makarov, si attiva e uccide Rita. Yuri morì nell'anno X700 per cause sconosciute.
È doppiato da Katsuyuki Konishi.

### Altri
- Reedus Johnner (ジョナー リーダス?, Jona Rīdasu): è un mago capace di armarsi con ciò che disegna sul proprio corpo servendosi di speciali penne magiche. Per poter aumentare lo spazio da utilizzare per disegnare sul suo corpo, occasionalmente chiede a Makarov di mutare le dimensioni del suo corpo. È doppiato da Yuichi Iguchi (giapponese).

- Nab Lazaro (ラサロ ナブ?, Rasaro Nabu): è un mago capace di assimilare gli spiriti degli animali e di trarne forza per le battaglie. Nel corso della storia lo si vede quasi sempre davanti alla bacheca delle missioni della gilda, intendo a cercare un incarico fatto su misura per lui. È doppiato da Daisuke Endo (giapponese) e Omar Vitelli e Enrico Di Troia (italiano).

- Wakaba Mine (ミネ ワカバ?, Mine Wakaba): rivale e amico di Macao, è capace di controllare la forma del fumo creato con appositi cristalli magici o sfruttando quello generato dalla sua pipa, non essendo in grado di generarlo con la magia. È doppiato da Daisuke Kageura (giapponese) e Stefano Thermes (italiano ep. 1-226) e Stefano De Filippis (italiano ep. 226-328).

- Visitor Echo (エコー ビジター?, Eko Bijitā): amante della danza sin da bambino, utilizza una magia che gli consente di dare energia ai propri compagni o di indebolire i nemici ballando. Il suo sogno è quello di visitare il paese della danza, perciò cerca sempre di risparmiare abbastanza denaro da poterselo permettere, anche se ciò gli riesce difficile. È doppiato da Eiji Sekiguchi (giapponese) e Massimo Aresu (italiano).

- Max Arose (アローゼ マックス?, Arōze Makkusu): è un mago capace di manipolare la sabbia, facendole assumere varie forme, e di utilizzarla quindi come arma contro i suoi avversari. È doppiato da Yuichi Iguchi (giapponese) e Simone Crisari (italiano ep. 1-226) Andrea Lopez (italiano ep. 227-328).

- Laki Olietta (オリエッタ ラキ?, Orietta Raki): è una giovane maga specializzata nella magia di manipolazione, con la quale plasma il legno a proprio piacimento. È doppiata da Ikumi Hayama (giapponese) e Alessandra Sani (italiano).

- Warren Rackow (ラッコー ウォーレン?, Rakko Woren): è un esperto nell'uso della telepatia e in occasione delle varie battaglie sostenute dalla sua gilda è in grado di mantenere in contatto tra loro i suoi compagni. È doppiato da Daisuke Kageura (giapponese) e Gianluca Crisafi (italiano ep. 1-226) Patrizio Cigliano (italiano ep. 227-328).

- Rob (ロブ?, Robu): è stato un mago della gilda Fairy Tail, ad un certo punto della sua vita, venne catturato e condotto alla Torre del Paradiso, fu costretto a lavorare li come schiavo. Era un caro amico di Makarov, voleva molto bene a Elsa, quest'ultima anch'essa era una schiava alla torre. Morì nel proteggere Elsa durante la ribellione alla torre per salvare Gerard Fernandes. È doppiato da Takkou Ishimori (giapponese) e Carlo Reali (italiano).